# Dienis Niżegorodow
Dienis Giennadjewicz Niżegorodow (ros. Денис Геннадьевич Нижегородов; ur. 26 lipca 1980 w Sarańsku) – lekkoatleta rosyjski, rekordzista świata w chodzie na 50 km i wicemistrz i brązowy medalista  olimpijski w tej samej konkurencji.
13 czerwca 2004 na zawodach w Czeboksarach nad Wołgą uzyskał rezultat 3:35.29, lepszy od rekordu świata Roberta Korzeniowskiego w chodzie na 50 km; wynik ten nie został jednak zatwierdzony przez federację międzynarodową IAAF ze względu na uchybienia regulaminowe. Na tym samym dystansie na igrzyskach w Atenach (sierpień 2004) Niżegorodow zdobył srebrny medal.
Na mistrzostwach świata w Paryżu 2003 zajął 5. miejsce, a w Osace 2007 był 4. na dystansie 50 km. 
Na mistrzostwach Europy w Budapeszcie 2006 został zdyskwalifikowany za podbieganie.
11 maja 2008 podczas zawodów o Puchar Świata w Czeboksarach Niżegorordow  wygrał chód na 50 km i ustanowił już oficjalny  rekord świata wynikiem 3:34:14 (pobity w 2014 przez Francuza Yohanna Diniza). W 2011 zdobył w chodzie na 50 kilometrów tytuł mistrza świata (po dyskwalifikacji Siergieja Bakulina).